# シーム溶接
シーム溶接（シームようせつ、英語: seam welding）は、抵抗溶接の一種。ローラ電極を用いて加圧、かつ通電しながら電極を回転させ、母体を連続的に溶接する方法。